# Tat'jana Konstantinovna Romanova
Tat'jana Konstantinovna Romanova Княжна Татьяна Константиовна (San Pietroburgo, 23 gennaio 1890 – Gerusalemme, 28 agosto 1979) Terzogenita (e prima figlia femmina) del granduca Konstantin Konstantinovič Romanov (1858-1915) e della granduchessa Elizaveta Mavrikievna.

## Titolo nobiliare
Il 14 luglio 1886 l'imperatore Alessandro III di Russia modificò la Legge della Casa Imperiale limitando la concessione del titolo di granduca e granduchessa ai soli figli e nipoti in linea maschile di un imperatore russo. I discendenti agnatici più distanti avrebbero invece avuto il titolo di principe o principessa del sangue imperiale. Tat'jana, essendo una bisnipote di Nicola I del ramo Kostantinovič dei Romanov, era quindi, alla nascita, solamente una principessa che godeva del trattamento di Altezza invece che quello di Altezza Imperiale.

## Condizioni di matrimonio
Nella primavera del 1911 Tat'jana Konstantinovna venne fidanzata al principe Konstantin Bagration-Mukhrani (Tbilisi, 2 marzo 1889 – Jarosław, 19 maggio 1915), georgiano di nascita, che serviva nel reggimento delle Guardie Imperiale russe, e che morì nella prima guerra mondiale. Ella fu la prima figlia di un Romanov che sposò apertamente un uomo russo o un principe di una casa non regnante dal momento in cui la dinastia dei Romanov salì al trono nel 1613. Suo padre, ansioso, chiese l'approvazione dello Zar e della Zarina; il 30 novembre 1910 egli annotò in uno dei suoi diari che venne assicurato che «non avrebbero mai giudicato morganatico il suo matrimonio con un principe Bagration, perché questa Casa, come la Casa di Orléans, discende da una ex dinastia regnante».
In precedenza le mogli morganatiche di granduchi Romanov erano state bandite dalla Russia assieme ai loro mariti caduti in disgrazia: fu questo il caso della contessa Sofia de Torby e del granduca Michail Michajlovič o della principessa Ol'ga Valerianovna Paley e del granduca Pavel Aleksandrovič. Le donne Romanov si erano spinte unicamente a sposarsi morganaticamente in segreto, mantenendo le loro relazioni come un segreto noto a tutti: gli esempi includono l'imperatrice Elisabetta e Aleksej Grigor'evič Razumovskij ed il secondo matrimonio della granduchessa Marija Nikolaevna con il conte Grigorij Stroganov.
Ciononostante, il matrimonio di Tat'jana era legalmente morganatico. Il suo fu infatti il primo matrimonio della dinastia ad essere contratto in vigenza della formale decisione dell'Imperatore di non accettare come dinastico qualunque matrimonio, anche del più giovane Romanov – quelli che portavano solo il titolo di principe o principessa – con persone di sangue non reale. Secondo quanto contenuto in Always a Grand Duke, i diari del 1933 del cognato di Nicola II, il granduca Aleksandr Michajlovič di Russia (pubblicati a New York da Farrar e Rinehart), la preoccupazione circa gli eventuali matrimoni di Romanov cadetti era molto sentita dai granduchi più anziani. Aleksandr Michajlovič arrivò a tentare un approccio con lo Zar al fine di rendere meno stringente il requisito per i possibili coniugi dinastici di «possedere rango corrispondente», contenuto nell'articolo 188 della Legge Fondamentale (la cosiddetta legge paolina). Tale proposta fu però rigettata.
I granduchi presentarono ufficialmente una petizione allo Zar attraverso una commissione presieduta dal granduca Nikolaj Nikolaevič Romanov, nella quale richiedevano che venisse riconosciuta una nuova forma di matrimoni dinastici; in particolare auspicavano che fosse permesso ai principi e principesse imperiali di sposare, con specifico consenso dell'Imperatore, persone di sangue non reale e che al contempo venisse riconosciuto alla discendenza il diritto di ereditare, eventualmente, il trono. La risposta di Nicola II venne formalmente trasmessa il 14 giugno 1911 nella forma di un memorandum da parte del Ministro Imperiale della Corte, il barone Vladimir Freedericksz:

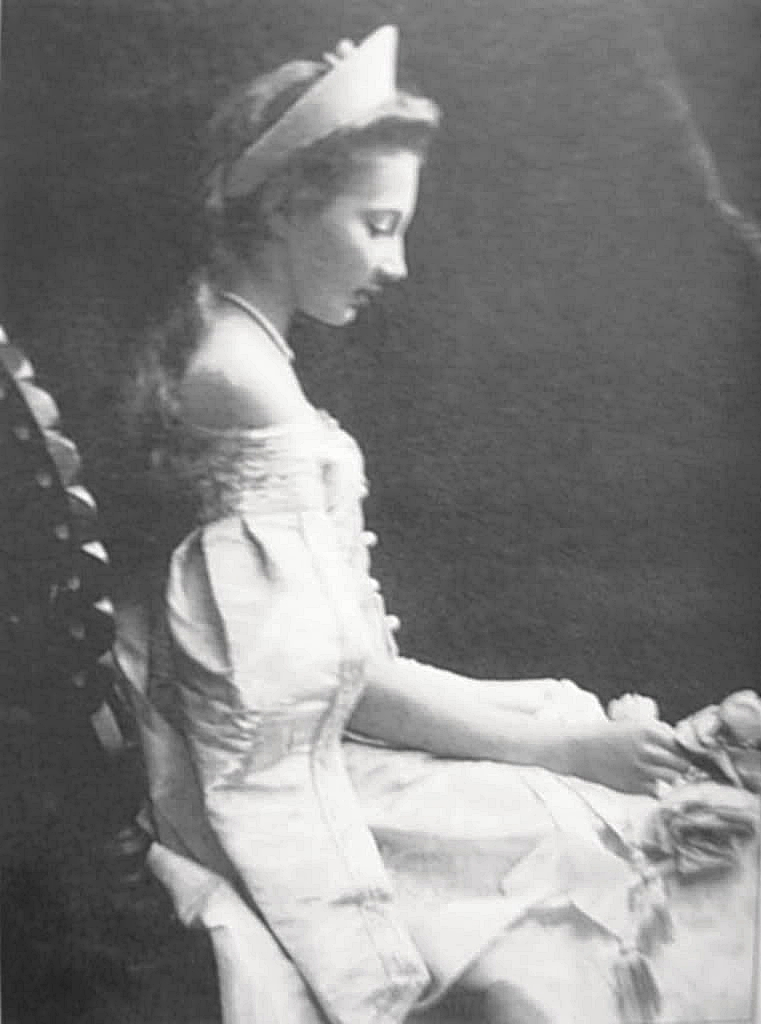

Come promesso in questo comunicato, lo Zar procedette a legalizzare i matrimoni, purché autorizzati, dei Romanov di rango inferiore a quello granducale con persone che difettavano del «rango corrispondente». Questi matrimoni erano stati invece proibiti, piuttosto che considerati morganatici, dall'ukase 5 868 del 23 marzo 1889 di Alessandro III; l'ukase 35 731/1 489, pubblicato l'11 agosto 1911, rettificò quello del 1889 con le parole: «D'ora innanzi nessun granduca o granduchessa potrà contrarre matrimonio con una persona non possidente rango corrispondente, cioè non appartenente ad una casa Reale o Regnante».
Sia il decreto del 1889 che quello del 1911 furono delle aggiunte all'articolo 188 della Legge Paolina (ricodificato come l'articolo 63 dello Statuto della Famiglia Imperiale). La versione originale dello statuto recitava: «Una persona della famiglia imperiale che abbia stretto un'alleanza matrimoniale con una persona di rango non corrispondente, e cioè non appartenente ad una Casa Reale o Regnante, non può cedere a tale persona, o a qualunque discendenza che possa derivare da un tale matrimonio, i diritti che appartengono ai Membri della famiglia imperiale».
L'articolo 36 venne mantenuto invariato: «I figli nati da un matrimonio tra un membro della Famiglia Imperiale ed una persona di rango non corrispondente, cioè non appartenente ad una Casa Reale o Regnate, non avranno diritto di successione al Trono». Questo articolo quindi poteva essere appllicato per impedire ai figli di Tat'jana Konstantinovna di avanzare diritti successori.
Essendo stato reso legale il matrimonio che era stato progettato per Tat'jana ella procedette a rinunciare ai suoi diritti dinastici, come richiesto; Nicola II riconobbe questa dichiarazione in un ukase del 9 febbraio 1914 diretto al Senato Imperiale: «Sua Altezza la Principessa Tatiana Konstantinovna ha presentato a Noi con Sua propria firma, una rinuncia al diritto di successione al Trono Imperiale di Tutte le Russie a Lei appartenente come membro della Casa Imperiale». Contemporaneamente, in cambio della rinuncia ella ebbe il consenso dello Zar al matrimonio con il principe Bagration-Mukhrani
Tat'jana ed il suo Principe georgiano vennero infine sposati il 3 settembre 1911 nella tenuta del granduca Konstantin Konstantinovič a Pavlovsk. L'Imperatore presenziò alla cerimonia e, secondo una tradizione di famiglia poi ripresa dai figli della coppia, si dice che consigliò allo sposo di firmare il registro matrimoniale come "Principe Gruzinsky", cioè "Principe di Georgia". Questo atto fu probabilmente un cortese riconoscimento del fatto che, nonostante per tutto il secolo precedente i Bagration avevano avuto unicamente il rango nobiliare di knyaz, principe (titolo piuttosto comune in Russia), storicamente i Mukhrani erano un ramo di una dinastia reale deposta che aveva governato su entrambi i lati del Caucaso per centinaia d'anni in più dei Romanov. Cambiando la legge, garantendo un permesso senza precedenti per il matrimonio e partecipandovi personalmente, Nicola II stava infatti riconoscendo questo avvenimento non come un atto di ribellione e nemmeno di disgrazia per i Romanov. In ogni caso la sua approvazione era condizionata dal fatto che il matrimonio era comunque ritenuto legalmente morganatico, riflettendo lo status non dinastico che i Bagration-Mukhrani detenevano nella Russia del 1911.
Lo stesso giorno, lo Zar pubblicò un altro ukase (numero 35 766): «Per concessione Nostra e del Granduca Konstantin Konstantinovič e della Granduchessa Elizaveta Mavrikievna, ha avuto luogo il ventiquattresimo giorno di Agosto [vecchio calendario] il matrimonio della Figlia delle Loro Altezze Imperiali, Sua Altezza la Principessa Tat'jana Konstantinovna, con il Principe Konstantin Bagration-Mukhrani. In conseguenza di questo ordino: alla Principessa Tat'jana Konstantinovna di mantenere il titolo di Altezza e d'ora in poi portare il nome di Sua Altezza la Principessa Tat'jana Konstantinovna Principessa Bagration-Mukhrani [...]»

## Vita matura
Tat'jana Konstantinova ed il principe Konstantin Aleksandrovič ebbero due figli:
- Teymuraz Konstantinovič Bagration-Mukhrani (Pavlovsk, 12 agosto 1912 – New York, 10 aprile 1992);
- Natalia Konstantinovna Bagration-Mukhrani (Crimea, 6 aprile 1914 - Londra, 26 agosto 1984), la quale sposò Sir Charles Hepburn-Johnston e, in qualità di Lady Johnston, lo accompagnò nei suoi molti viaggi diplomatici oltremare quando non risiedevano a Londra.

Dopo lo scoppio della Prima Guerra Mondiale, Konstantin si iscrisse nelle forze armate russe e venne ucciso durante un'azione militare nel 1915; anche il fratello Oleg era stato ferito in battaglia ed in seguito morì, il 29 settembre 1914, nell'ospedale Vitebsk, a Vilnius. Altri tre fratelli (Ivan, Konstantin e Igor) vennero uccisi dai bolscevichi nel 1918.
Si dice che durante la vedovanza Tat'jana Konstantinovna si affezionò in modo particolare allo zio, il granduca Dmitrij Konstantinovič; dopo la rivoluzione di febbraio soggiornò con lui nel suo palazzo, dove ella si innamorò del suo aiutante di campo, Aleksandr Vassilievič Korochenzov (17 agosto 1877 – 6 febbraio 1922). Su pressione dello zio ella lasciò la Russia assieme ai figli e a Korochenzov; essi furono abbastanza fortunati da riuscire a fuggire, mentre il Granduca venne giustiziato a San Pietroburgo nel gennaio 1919.
Tat'jana Konstantinova e Korochenzov si recarono inizialmente in Romania ed in seguito in Svizzera; nel novembre del 1921 si sposarono a Ginevra. Non più tardi di tre anni dopo Tat'jana rimase vedova per la seconda volta, alla morte di Aleksandr a Losanna. Tat'jana crebbe i suoi figli da sola e, una volta che entrambi furono adulti e cresciuti, prese i voti. Il 28 agosto 1979 morì come Madre Tamara (chiamata così in onore di Tamara, regina medioevale della Georgia e antenata del Principe Bagration-Mukhrani), badessa del convento ortodosso della Chiesa di Maria Maddalena presso il Monte degli Ulivi, a Gerusalemme.

## Implicazioni del matrimonio per le pretese di successione
Nei dibattiti post-monarchici su quale dei Romanov potesse avanzare le pretese più fondate sul trono russo alla luce della legge dinastica, il matrimonio di Tat'jana Konstantinovna è stato spesso citato a riprova delle richieste di pretendenti rivali. Alcuni citano come una prova il fatto che il matrimonio con un membro della famiglia Bagration non possa essere considerato più "eguale" che non uno con un qualunque altro principe della nobiltà russa; ne derivava che il matrimonio fosse morganatico, dal momento che la Principessa aveva ottenuto il consenso imperiale unicamente in conseguenza della rinuncia ai suoi diritti successori.
Basandosi su questa argomentazione Maria Vladimirovna Romanova ed il figlio, Georgij Michailovič, non possono essere in alcun modo i legittimi eredi del trono in quanto la madre di Maria Vladimirovna è la principessa Leonida Bagration-Mukhrani, appartenente alla stessa famiglia cui era stato in precedenza permesso di sposarsi con i Romanov solamente in termini morganatici. Una confutazione che è stata spesso avanzata è quella che il caso della famiglia Bagration rientra nella stessa "area grigia" del matrimonio, avvenuto nel 1856, della granduchessa Marija Nikolaevna con il duca Massimiliano di Leuchtenberg, che non era un membro di una «casa reale o regnante», nonostante le storiche parentele reali del casato; in quel caso l'imperatore Nicola I esercitò la sua autorità per legiferare in favore della dinasticità del duca Massimiliano ai fini matrimoniali.
Altri monarchici ritengono invece che le circostanze del matrimonio della principessa Tat'jana Konstantinovna confermano le pretese al trono di Maria Vladimirovna per due motivi. Innanzitutto considerano il fatto che l'accoglimento della rinuncia ai diritti successori di Tat'jana da parte di Nicola II evidenzia il fatto che questi esistevano, nonostante il fatto che la madre di lei fosse luterana e non si fosse mai convertita alla fede ortodossa; in alcuni casi questa condizione era stata infatti considerata come un prerequisito per i pretendenti al trono. D'altronde bisogna però considerare che l'articolo 185 della Legge Paolina è esplicito: «Il matrimonio di un membro maschile della Casa Imperiale che possa salire al Trono con una persona di un'altra fede potrebbe non avere luogo finché questa non abbracci l'Ortodossia». Basandosi su questo alcuni ritengono che Maria Vladimirovna non possa avere diritti alla successione perché il suo nonno paterno il granduca Kirill Vladimirovič si era sposato con la principessa Vittoria Melita di Sassonia-Coburgo-Gotha  quando questa era protestante, e non si era ancora convertita all'ortodossia.
La seconda argomentazione rilevante in favore di Maria Vladimirovna è quella che il mandato di rinuncia di Tat'jana Konstantinovna prova il fatto che ai principi Romanov era richiesto di sposarsi tra pari per poter trasmettere i diritti di successione ai loro discendenti. Questa interpretazione era però stata negata da Nicola Romanovič Romanov, presidente dell'Associazione della Famiglia Romanov, in un'intervista concessa alla rivista sui reali Poin de Vue, pubblicata il 14 febbraio 1991; egli affermò che: «Prendiamo l'esempio della principessa Tatiana che, nel 1911, sposò un principe di una grande famiglia della Georgia, ma che non era regnante. Prima di dare la propria autorizzazione, lo Zar Nicola richiese che la principessa rinunciasse preventivamente ai suoi diritti di successione. La questione è molto importante dal momento che, benché la madre fosse luterana, la principessa rinunciò ad essi solo a causa del matrimonio, mentre esisteva una legge la quale prescriveva che un bambino nato da un matrimonio non Ortodosso non avesse diritti di successione alla carica di zar. Ciononostante, Nicola II richiese la sua rinuncia».
La contro-argomentazione è stata quella che la lettera dell'ukase dell'agosto 1911, il quale restringeva il bando del matrimonio morganatici ai granduchi, non menzionava i principi imperiale, cosicché non venne data piena efficacia legale al memorandum del barone Vladimir Freedericksz.

## Ascendenza
|                                   |                               |                                   | Genitori                                    |  |  | Nonni |  |  | Bisnonni           |  |  | Trisnonni         |  |
|                                   |                               |                                   |                                             |  |  |       |  |  | Nicola I di Russia |  |  | Paolo I di Russia |  |
|                                   |                               |                                   |                                             |  |  |       |  |  | Nicola I di Russia |  |  | Paolo I di Russia |  |
|                                   |                               | Sofia Dorotea di Württemberg      |                                             |  |  |       |  |  | Nicola I di Russia |  |  |                   |  |
| Konstantin Nikolaevič Romanov     |                               |                                   |                                             |  |  |       |  |  | Nicola I di Russia |  |  |                   |  |
|                                   |                               | Carlotta di Prussia               | Federico Guglielmo III di Prussia           |  |  |       |  |  |                    |  |  |                   |  |
|                                   |                               | Carlotta di Prussia               | Federico Guglielmo III di Prussia           |  |  |       |  |  |                    |  |  |                   |  |
|                                   |                               | Carlotta di Prussia               | Luisa di Meclemburgo-Strelitz               |  |  |       |  |  |                    |  |  |                   |  |
| Konstantin Konstantinovič Romanov |                               | Carlotta di Prussia               |                                             |  |  |       |  |  |                    |  |  |                   |  |
|                                   |                               | Giuseppe di Sassonia-Altenburg    | Federico di Sassonia-Altenburg              |  |  |       |  |  |                    |  |  |                   |  |
|                                   |                               | Giuseppe di Sassonia-Altenburg    | Federico di Sassonia-Altenburg              |  |  |       |  |  |                    |  |  |                   |  |
|                                   |                               | Giuseppe di Sassonia-Altenburg    | Carlotta di Meclemburgo-Strelitz            |  |  |       |  |  |                    |  |  |                   |  |
| Alessandra di Sassonia-Altenburg  |                               | Giuseppe di Sassonia-Altenburg    |                                             |  |  |       |  |  |                    |  |  |                   |  |
|                                   |                               | Amalia di Württemberg             | Ludovico Federico Alessandro di Württemberg |  |  |       |  |  |                    |  |  |                   |  |
|                                   |                               | Amalia di Württemberg             | Ludovico Federico Alessandro di Württemberg |  |  |       |  |  |                    |  |  |                   |  |
|                                   |                               | Amalia di Württemberg             | Enrichetta di Nassau-Weilburg               |  |  |       |  |  |                    |  |  |                   |  |
| Tat'jana Konstantinovna Romanova  |                               | Amalia di Württemberg             |                                             |  |  |       |  |  |                    |  |  |                   |  |
|                                   | Giorgio di Sassonia-Altenburg | Federico di Sassonia-Altenburg    |                                             |  |  |       |  |  |                    |  |  |                   |  |
|                                   | Giorgio di Sassonia-Altenburg | Federico di Sassonia-Altenburg    |                                             |  |  |       |  |  |                    |  |  |                   |  |
|                                   | Giorgio di Sassonia-Altenburg | Carlotta di Meclemburgo-Strelitz  |                                             |  |  |       |  |  |                    |  |  |                   |  |
| Maurizio di Sassonia-Altenburg    | Giorgio di Sassonia-Altenburg |                                   |                                             |  |  |       |  |  |                    |  |  |                   |  |
|                                   |                               | Maria di Meclemburgo-Schwerin     | Federico Ludovico di Meclemburgo-Schwerin   |  |  |       |  |  |                    |  |  |                   |  |
|                                   |                               | Maria di Meclemburgo-Schwerin     | Federico Ludovico di Meclemburgo-Schwerin   |  |  |       |  |  |                    |  |  |                   |  |
|                                   |                               | Maria di Meclemburgo-Schwerin     | Elena Pavlovna Romanova                     |  |  |       |  |  |                    |  |  |                   |  |
| Elisabetta di Sassonia-Altenburg  |                               | Maria di Meclemburgo-Schwerin     |                                             |  |  |       |  |  |                    |  |  |                   |  |
|                                   |                               | Bernardo II di Sassonia-Meiningen | Giorgio I di Sassonia-Meiningen             |  |  |       |  |  |                    |  |  |                   |  |
|                                   |                               | Bernardo II di Sassonia-Meiningen | Giorgio I di Sassonia-Meiningen             |  |  |       |  |  |                    |  |  |                   |  |
|                                   |                               | Bernardo II di Sassonia-Meiningen | Luisa Eleonora di Hohenlohe-Langenburg      |  |  |       |  |  |                    |  |  |                   |  |
| Augusta di Sassonia-Meiningen     |                               | Bernardo II di Sassonia-Meiningen |                                             |  |  |       |  |  |                    |  |  |                   |  |
|                                   |                               | Maria d'Assia-Kassel              | Guglielmo II d'Assia                        |  |  |       |  |  |                    |  |  |                   |  |
|                                   |                               | Maria d'Assia-Kassel              | Guglielmo II d'Assia                        |  |  |       |  |  |                    |  |  |                   |  |
|                                   |                               | Maria d'Assia-Kassel              | Augusta di Prussia                          |  |  |       |  |  |                    |  |  |                   |  |
|                                   |                               | Maria d'Assia-Kassel              |                                             |  |  |       |  |  |                    |  |  |                   |  |